# Spodnja Orlica
Spodnja Orlica – wieś w Słowenii, w gminie Radlje ob Dravi. W 2018 roku liczyła 107 mieszkańców.